# Razionale
Razionale também chamado Broche do Pluvial (em italiano:  Spilla del Piviale), é uma joia única do artista italiano James Rivière, feita a pedido de Papa Bento XVI (em latim: Benedictus P.P. XVI) ano 2005 porque poderia ser uma joia única adequada para ser usada em funções litúrgicas.
Finalizado em 29 de junho de 2007, a jóia está hoje conservada na Museus Segredos do Vaticano, em Vaticano. Na confecção da joia, James Rivière fez várias entrevistas e realizou numerosas pesquisas e disse: «Para as minhas perguntas, o mestre das celebrações litúrgicas respondeu com parábolas e anedotas, foi para mim compreender o significado».
Em 29 de junho de 2007, data altamente simbólica para o Estado do Vaticano, o Papa Bento XVI oficialmente usa a jóia Racional de James Rivière para a missa solene na festa de São Pedro e Paulo. Uma aura de mistério e significados antigos envolve esse broche: a coleção de racionais, por exemplo, é mantida no Tesouro do Vaticano, sob a Capela Sistina, e não é acessível ao público.

## A mudança de estilo
A paixão de James Rivière por símbolos e significados ocultos atinge sua expressão máxima, sempre fortemente influenciado não só por formas geométricas, mas por números e matemática: a cruz foi criada a partir de um pedaço de Meteorito, metáfora do divino, Pérolas, aparentemente as mesmas, mas diferentes umas das outras, aludem aos homens; cada elemento, desde o titânio que representa alegria e harmonia, até as pedras colocadas nos pontos cardeais, engloba um profundo significado: o sentido da obra de James Rivière, o ourives que transforma as emoções em joias.
O tipo de joia, entre arte e design, é aplicável como um broche. Os elementos circulares, especialmente nos temas dos colares, são uma das características das obras mais preciosas de James, dando-lhe um significado simbólico.
O círculo representa tanto a ciclicidade da vida quanto o princípio matemático geométrico da Razão, bem como tudo o que é amor infinito e perfeito.
O nome é inspirado pela redescoberta litúrgica da antiga tradição do "Rationale", também chamado superhumerale (do latim super, "over", e Umerus, "ombro"; assim, uma vestimenta usada "sobre o ombro"), é uma vestimenta litúrgica usada exclusivamente pelos bispos, em sua maioria na antiga Igreja Católica Romana.
É uma joia litúrgica que tem suas raízes no judaísmo. O Racional, na verdade, era um pedaço de pano quadrado ricamente decorado, no qual 12 gemas foram costuradas, como as 12 tribos, foi usado pelo supremo sumo sacerdote quando ele deveria aplicar a lei terrena: ele pediu a Deus ajuda no uso de «La Ratio». A joia é aplicada no manto, o manto litúrgico, somente em ocasiões especiais e não mais do que 5 vezes por ano.

## A tradição de Pluvial
- Na sua origem, a capa ou pluvial confunde-se com a casula. É a antiga casula por comodidade rasgada adiante, com o apêndice dum capuz, ao qual se dava o nome de cappa. Introduziram-lhe estas modificações para melhor se acomodar aos atos litúrgicos realizados fora dos templos, tais como as procissões. Do emprego a que foi destinada tomou o nome de casula processional, ou casula especial para as procissões; do capuz estendeu-se a todo o manto o nome de capa; por abrigar da chuva apelidou-se pluvial. O apêndice, que ainda hoje conserva ao meio [atrás], representa o antigo capuz. VASCONCELOS, Dr. António Garcia Ribeiro de, Compêndio de liturgia romana, vol. I, p. 109.

## Exposição
- 2007, Gioiello Razionale per Papa Benedetto XVI, Museus do Vaticano, Vaticano
- 2008, Rivière, Gioiello Razionale per Papa Benedetto XVI e pezzi unici, Castello di Sartirana, Itália
- 2012, Maestri del gioiello contemporaneo, curador Comune di Vicenza, Alba Cappellieri, Palazzo Bonini, Vicenza, Itália